# 戴爾鎮區 (明尼蘇達州卡頓伍德縣)
戴爾鎮區（英語：Dale Township）是位於美國明尼蘇達州卡頓伍德縣的一個行政鎮區。

## 地方資料
戴爾鎮區的面積為93.40平方千米，當中陸地面積為92.20平方千米，而水域面積為1.20平方千米。根據2020年美國人口普查的數據，當地共有人口145人，而人口密度為每平方千米1.55人。